# José Valero Martín
José Valero Martín (Valencia, 3 de octubre de 1917 - Valencia, 26 de junio de 2004) fue un futbolista español que jugaba en la demarcación de portero.

## Biografía
Tras sus inicios en el Gimnástico de Valencia (actual Levante), José Valero debutó como portero en Primera División el 29 de septiembre de 1940 a los veintitrés años con el Real Zaragoza en un partido contra el Real Madrid C. F. el cual acabó con un resultado de empate a uno. Al finalizar la temporada, el club maño bajó a Segunda División, volviendo a ascender de categoría al año siguiente. En 1943 Valero disputó su última temporada con el club, volviendo a descender de división. Posteriormente fue traspasado al F. C. Barcelona, donde disputó cuatro temporadas, llegando a ganar la Liga en la temporada 1944/45. Finalizado su contrato con el club catalán, tuvo un breve paso por el Gimnàstic de Tarragona y el Granada C. F., hasta que fichó por el R. C. D. Español, jugando tan sólo una temporada antes de ser traspasado al Real Valladolid C. F., jugando el 15 de abril de 1951 en un partido contra la U. E. Lleida con un resultado de 2-0 a favor en su último partido como vallisoletano. Finalmente fue traspasado al Cartagena F. C., donde jugó su última temporada como futbolista.
Posteriormente fue entrenador, dirigiendo a clubes como el Terrassa Futbol Club (1954-55), la Unió Esportiva Lleida (1955-56) y Unión Deportiva Mahón (1956-59).

## Clubes

### Como futbolista
| Club                   | País   | Año       | Partidos | Goles |
| ---------------------- | ------ | --------- | -------- | ----- |
| Real Zaragoza          | España | 1940-1943 | 23       | 0     |
| F. C. Barcelona        | España | 1943-1947 | 15       | 0     |
| Gimnàstic de Tarragona | España | 1947      | 0        | 0     |
| Granada C. F.          | España | 1947-1949 | 20       | 0     |
| R. C. D. Español       | España | 1949-1950 | 18       | 0     |
| Real Valladolid C. F.  | España | 1950-1951 | 17       | 0     |
| Cartagena F. C.        | España | 1951-1952 | 3        | 0     |

### Como entrenador
| Club        | País   | Año       |
| ----------- | ------ | --------- |
| Terrassa FC | España | 1954-1955 |
| UE Lleida   | España | 1955-1956 |
| UD Mahón    | España | 1956-1959 |